# Stefan Filipović
Stefan Filipović (in alfabeto cirillico serbo  Стефан Филиповић; Podgorica, 18 gennaio 1987) è un cantante montenegrino.
Ha partecipato all'Eurovision Song Contest 2008 come rappresentante del Montenegro presentando il brano Zauvijek volim te.